# Rauchkäse
Rauchkäse, también puede encontrarse escrito como Raucherkäse o Räucherkäse es un término genérico alemán que se utiliza para designar al queso ahumado. Suelen ser quesos semisuaves con una corteza marrón oscuro. Una variedad de este tipo de queso es el Bruder Basil, que recibe esta denominación por el empresario lácteo Basil Weixler, cuya compañía de productos lácteos aún se encuentra en activo.

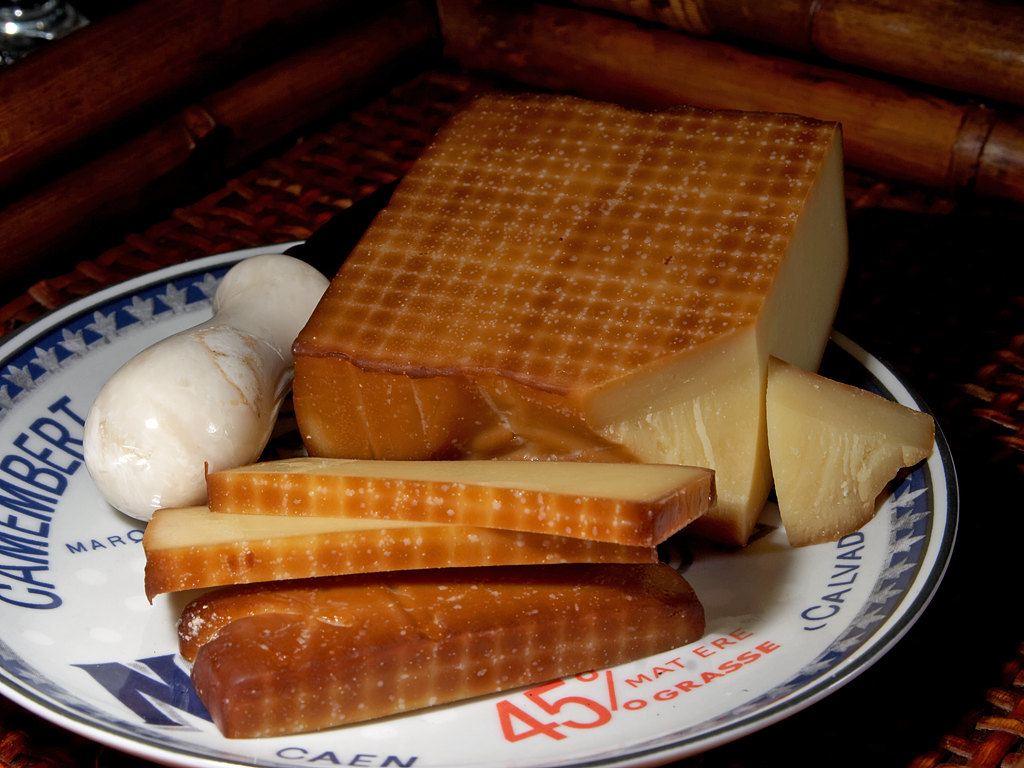
Queso Gruyère ahumado